# Metalectra albifasciata
Metalectra albifasciata är en fjärilsart som beskrevs av William Schaus 1912. Metalectra albifasciata ingår i släktet Metalectra och familjen nattflyn. Inga underarter finns listade i Catalogue of Life.